# Giornalismo italiano nel Risorgimento

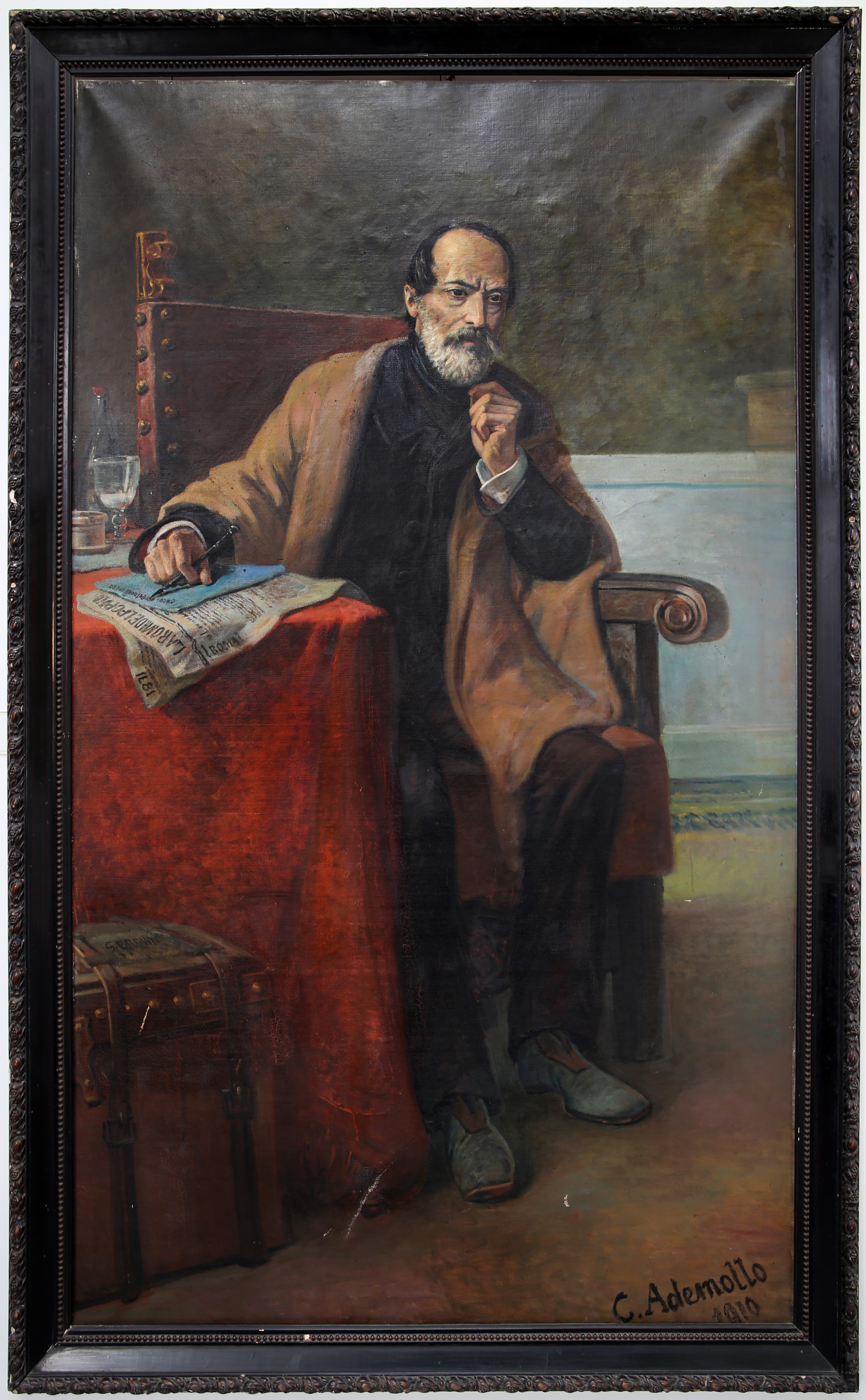
Giuseppe Mazzini intento a scrivere un articolo (dipinto di Carlo Ademollo, 1890)

Il giornalismo italiano, nel periodo che segue la Restaurazione sancita dal Congresso di Vienna nel 1814-1815, vede un incisivo controllo sulla stampa da parte delle monarchie. Nelle capitali dei vari Stati, e nei centri urbani di maggiore dimensione o importanza, ad uscire è in genere solo il giornale ufficiale, generalmente intitolato Gazzetta, che esce con «approvazione e privilegio» da parte della polizia (i controlli all'epoca sono preventivi). 
Il giornale ufficiale ha in esclusiva la pubblicazione delle leggi; inoltre contiene notizie dagli esteri e i fatti di cronaca attentamente controllati e selezionati.

## Gli esordi: 1796-1799
La prima campagna d'Italia di Napoleone ha notevole importanza per quel che riguarda la storia del giornalismo italiano, già segnato dalla Rivoluzione francese e dall'articolo XI della Dichiarazione dei diritti dell'uomo e del cittadino del 1789, il quale affermava che «La libera comunicazione del pensiero e delle opinioni è uno dei diritti più preziosi dell'uomo: ogni cittadino può dunque parlare, scrivere, stampare liberamente, salvo rispondere dell'abuso di questa libertà nei casi determinati dalla legge». L'atteggiamento verso la Rivoluzione è in genere aperto, e comporta l'aumento dei lettori delle gazzette nei caffè e l'attenzione verso le decisioni prese dai politici francesi. Il breve periodo di tolleranza dei censori dura però poco. A Milano infatti, nel 1792, venne siglato un accordo per impedire la circolazione dei libri e dei giornali pro-rivoluzione definiti sovversivi, ma il contrabbando non venne mai fermato neanche con la diffusione della propaganda controrivoluzionaria.
L'entrata di Bonaparte a Milano il 15 maggio 1796 significò anche, come da lui voluto, un grande sviluppo dei giornali. Le restrizioni sulla stampa cadono e sorgono le prime forme di giornalismo politico. I nuovi fogli presero posizione sui fatti politici di attualità e dedicarono ampio spazio alle notizie italiane, consci che l'unità d'Italia ora appare più vicina. La capitale della stampa era Milano, dove il primo foglio libero, il Giornale degli amici della libertà e dell'uguaglianza, nacque il 23 maggio 1796, presto seguito da altre testate. 

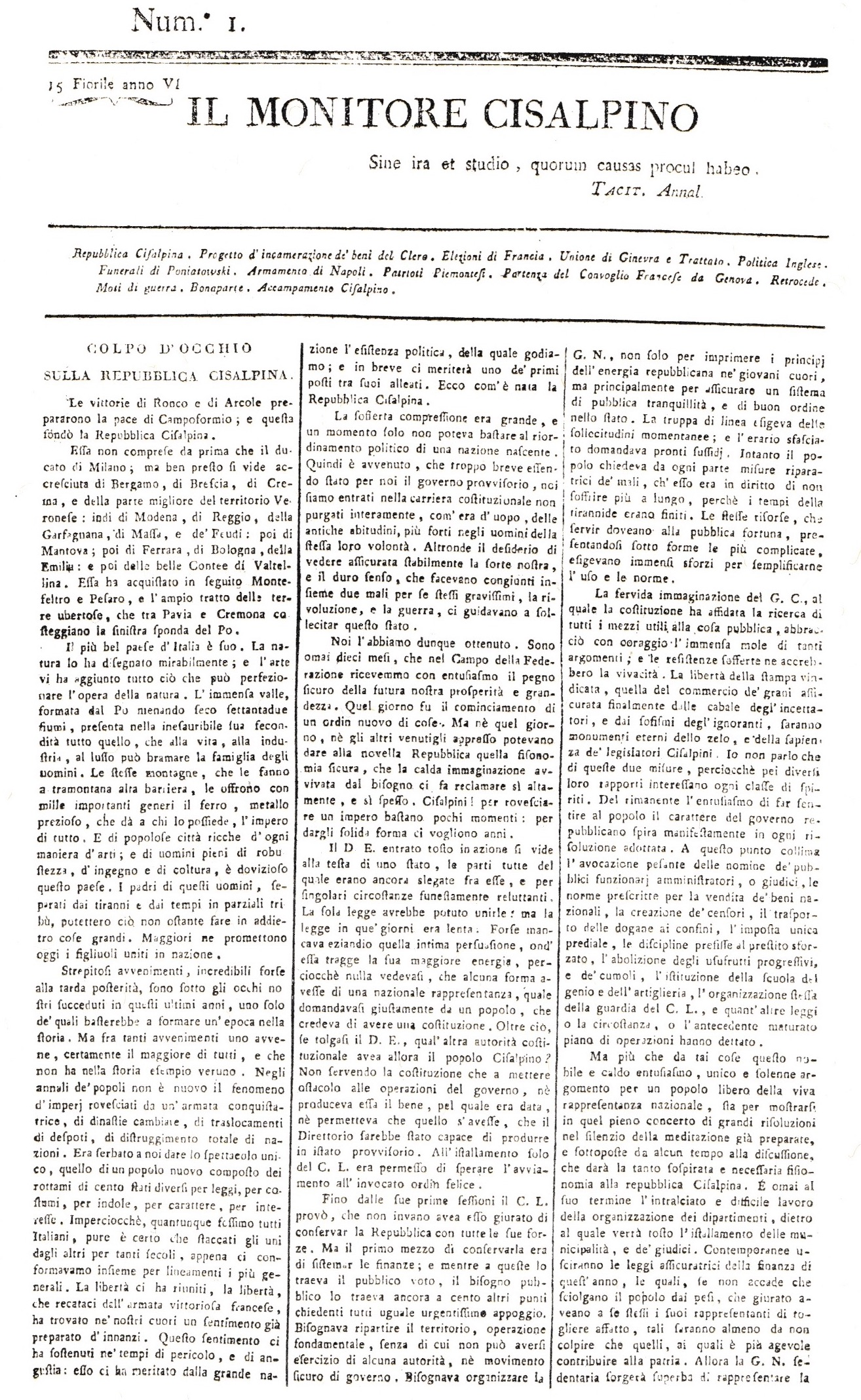
Il Monitore cisalpino

Il giornale più famoso del triennio 1796-1799 (periodo della permanenza francese in Italia prima della cacciata avvenuta per mano delle forze della seconda coalizione) fu il Monitore italiano, poi Monitore cisalpino, chiaramente ispirato al Moniteur universel parigino del 1789. Altri importanti fogli usciti nella Repubblica Cisalpina furono il Monitore bolognese, il Giornale repubblicano di pubblica istruzione di Modena e il Giornale democratico fondato a Brescia. A Milano nel 1804 vide la luce il Corriere delle dame, uno dei primi giornali italiani indirizzati ad un pubblico femminile. Ne erano compilatori, direttori e proprietari i coniugi Giuseppe Lattanzi e Carolina Arienti Lattanzi che è considerata una anticipatrice del femminismo.
A Genova la scena giornalistica vede la lotta politica dei democratici contro i moderati, con i primi che si avvalgono della Gazzetta nazionale genovese (1797, curata da Contardo Solari, Giuseppe Crocco e Antonio Pagano) e i secondi del settimanale Annali politico-ecclesiastici (compilato quasi esclusivamente da Eustachio Degola). In Piemonte l'unica pubblicazione degna di nota fu la Gazzetta Piemontese; più vivace risultò invece il panorama giornalistico toscano, nonostante la breve presenza dei francesi, mentre a Roma solo il Monitore di Roma di Urbano Lampredi ebbe un certo rilievo. La vita breve della Repubblica Napoletana (gennaio - luglio 1799) costrinse il principale giornale giacobino-democratico, il Monitore napoletano di Eleonora Pimentel Fonseca, ad uscire solamente dal febbraio all'agosto 1799. L'intento della Fonseca era quello di coinvolgere nei propositi dei patrioti le classi umili, per cui uscirono anche degli scritti in dialetto.
La libertà di stampa ha comunque degli alti e bassi a seconda delle vedute di Napoleone o del Direttorio cisalpino, come dimostra la consegna preventiva di dodici copie di ogni periodico richiesta a partire dall'8 luglio 1897. La chiusura di alcuni giornali spinge Carlo Barelle a pubblicare un foglio senza titolo, polemico e satirico, che proprio per queste caratteristiche avrà notevole successo. Barelle verrà poi detenuto per un certo periodo, così come altri suoi colleghi; la Fonseca invece, caduta la Repubblica Napoletana davanti ai Sanfedisti, verrà impiccata.
Con il ritiro delle truppe francesi nel 1799 scompaiono tutti i giornali democratici e rimangono in piedi solo le gazzette che non si sono compromesse troppo con i francesi.

## Dalla Restaurazione ai moti del 1821

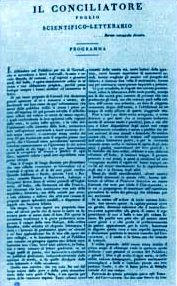
Il Conciliatore

Con il ripristino dei regimi pre-napoleonici, i giornali cosiddetti rivoluzionari, mazziniani e liberali ritornano in clandestinità, e per lo più sono scritti e stampati in paesi stranieri, da esuli e patrioti.
Nuove idee possono essere espresse però attraverso i fogli letterari e culturali. A Milano nel 1816 nasce un mensile letterario intitolato Biblioteca Italiana, fondato su iniziativa degli austriaci, cui vengono invitati a collaborare (non sempre con successo) oltre 400 fra intellettuali e letterati di tutta Italia. A questa rivista fa da contraltare Il Conciliatore, periodico statistico-letterario vicino alle idee romantiche di Madame de Staël, che continuerà ad uscire fino al 1819, quando sarà costretto alla chiusura.
La situazione del giornalismo italiano comincia a cambiare con la nascita dei movimenti rivoluzionari sotterranei precedenti ai moti del 1820-1821. Nascono infatti numerosi fogli clandestini, stampati dai nuclei carbonari in maniera artigianale e fatti circolare di persona in persona. Uno dei giornale più noti di questo periodo è L'Illuminismo, pubblicato nelle Legazioni pontificie nel 1820, ma abbiamo anche La Minerva di Napoli e La Sentinella subalpina di Torino.

## L'editoria liberale moderata
Oltre ai rivoluzionari, c'è un certo attivismo giornalistico anche negli ambienti liberali italiani, che cercano di mantenere un orientamento moderato e classicheggiante, ma aprendosi anche alle nuove istanze romantiche, con argomenti innovativi su economia, scienza e tecnica. Un esempio di questo tipo di pubblicazioni è Antologia, giornale di scienze, lettere e arti, nato a Firenze nel 1821. Un altro è il genovese Corriere mercantile del 1824 e Il Gondoliere veneziano, ma pure L'Indicatore genovese, cui collabora tra gli altri un giovane Giuseppe Mazzini.
Nel Regno di Sardegna Carlo Alberto decide di trasformare la Gazzetta Piemontese da trisettimanale in quotidiano, allargando anche a scienze, arte e musica i temi trattati.
Nel Regno delle due Sicilie viene pubblicato dal 1832 al 1847 Il progresso delle scienze, delle lettere e delle arti, che diventa il principale organo del Romanticismo napoletano. Aperto a tematiche romantiche ma in difesa del cattolicesimo liberale è poi, sempre a Napoli, l'Eco della religione di Francesco Wenzel, che vede la partecipazione di Malpica, Tari, de Lauzières e Rocco.
I canoni della storiografia romantica, basata su scienza mista ad erudizione, sono perseguiti anche a Roma da Il Saggiatore (1844–46).

## Gli editti sulla stampa del 1847-1848
Cambiamenti relativamente alla libertà di stampa si hanno nel 1847 e nel 1848, a seguito di nuovi provvedimenti: 
- Editto di Papa Pio IX del 15 marzo 1847;
- Legge del Granduca di Toscana del 6 maggio 1847;
- Editto di Carlo Alberto di Savoia, re di Sardegna del 26 marzo 1848;
- Decreto di Ferdinando di Borbone, re delle Due Sicilie del 29 gennaio 1848.

Tali provvedimenti ebbero l'effetto di limitare la censura preventiva sulla stampa.

### Editto di Pio IX (1847)
L'Editto Papale del 15 marzo 1847 contiene nuove «Disposizioni sulla revisione delle opere da pubblicare colla stampa». Dopo aver confermato la legge in vigore, introduce alcune innovazioni. Le modifiche di maggior rilievo riguardano: a) l'introduzione di un “consiglio di censura”, un organo collegiale al posto del censore singolo; b) la composizione di detto consiglio, in cui i laici sono la maggioranza; c) la possibilità di presentare appello al giudizio di un censore davanti all'intero collegio.
La novità di maggior peso dell'Editto è la facoltà degli editori di pubblicare giornali liberamente. La censura continua a esistere (nella sua duplice articolazione, ecclesiastica e civile), ma la possibilità di pubblicare giornali è una novità senza precedenti. Gli editori fanno nascere in quegli anni, a Roma e nelle Legazioni, numerosi nuovi periodici tra i quali emerge Il Contemporaneo, fondato da mons. Carlo Gazola. Caratteristica di queste pubblicazioni è la chiara connotazione politica, cosa prima non permessa. Si sviluppa quindi una prima distinzione fra giornali di partito e giornali non schierati. A Bologna, per esempio, il Quotidiano è molto vicino alle posizioni ufficiali, L'Eco si caratterizza come settimanale "popolare", mentre l'Italiano, nato per iniziativa di Carlo Berti Pichat, è la voce più progressista.

### Legge del Granduca di Toscana (1847)

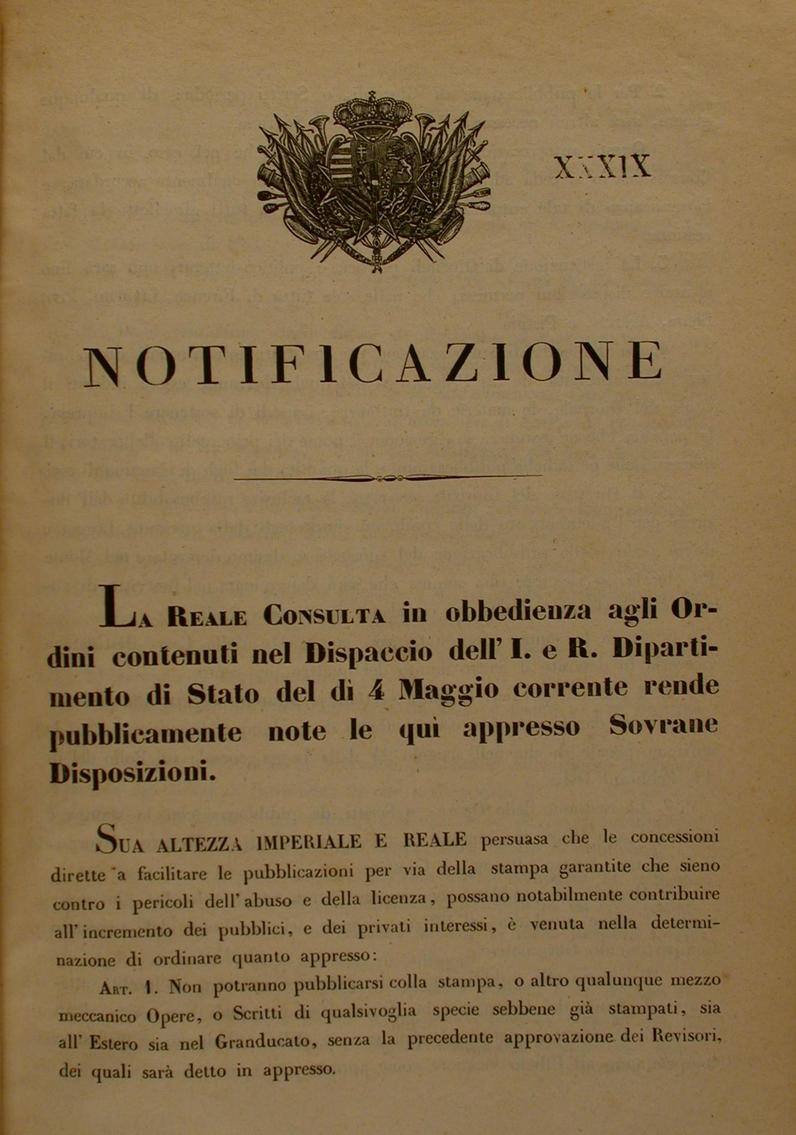
Prima pagina della legge del 6 maggio 1848

In risposta alle richieste di libertà di stampa e per contenere la stampa clandestina, Leopoldo II fece approvare una legge che concedeva una limitata libertà di stampa. Promulgata il 6 maggio 1847 stabiliva che si poteva pubblicare solo con la preventiva approvazione dei revisori di nomina regia. Per la prima volta qualsiasi cittadino del Granducato poteva pubblicare giornali e «discutere rispettosamente gli atti del governo». 
La legge ebbe effetti positivi sull'editoria. A Firenze nacquero: «L'Alba» (14 giugno 1847-12 aprile 1849), «La Concordia» (1847-1850); «La Patria» (2 luglio 1847-30 novembre 1848) diretta da Vincenzo Salvagnoli, «Il Nazionale» (1º dicembre 1848 - 18 ottobre 1850) diretto da Celestino Bianchi, Il Belfagor arcidiavolo, 1848, Il Birichino e Il Chiarivari (1848-1849), la Lanterna magica, diretto da Enrico Montazio, «Il Lampione» (13 luglio 1848-11 aprile 1849) fondato da Carlo Lorenzini; La Vespa (14 ottobre 1848-2 luglio 1849), «Lo Stenterello» (1848-49), «Il Sabatino» (1847-48), che dal 1848 cambia nome in «Il Popolano», «La Rivista di Firenze» (1847).

### Editto sulla stampa di Carlo Alberto (1848)
Il 30 ottobre 1847 il Re di Sardegna approva la legge sulla stampa, che allenta la pressione della censura. Entro la fine dell'anno nasce il quotidiano «Il Risorgimento», per volontà di Camillo Cavour. L'Editto di Carlo Alberto del 26 marzo 1848 cambia completamente il concetto di libertà di stampa: si passa dalla censura preventiva a una censura che colpisce solamente gli "abusi" che si configurano come reati.

L'Editto e lo Statuto Albertino, cui è collegato, sono un punto di riferimento per la storia del giornalismo italiano, poiché molte delle norme in esso contenute rimangono in vigore anche dopo la fondazione del Regno d'Italia. Fra i principi elencati nell'Editto, vi sono: la libertà di manifestazione del pensiero per mezzo della stampa, il diritto per ogni maggiorenne di pubblicare un giornale o scritti periodici, l'obbligo della stampa della nota di riconoscimento del tipografo su ogni pubblicazione e l'istituzione della figura del «gerente responsabile», inteso come "organo interposto fra la stampa e i pubblici poteri, sia agli effetti del controllo sulla stampa, sia agli effetti della responsabilità".

## Dal Quarantotto all'Unità
I grandi fermenti rivoluzionari del 1848 vedono un sempre maggiore fiorire di nuove testate giornalistiche a frequenza periodica o quotidiana.
A Torino cresce la Gazzetta del Popolo, foglio impostato in modo da avere un basso prezzo di vendita (5 centesimi), compensato dal piccolo formato. Il prezzo, unito al linguaggio semplice e chiaro ed alla velocità di divulgazione delle notizie, permette al quotidiano di raggiungere in breve tempo i 10.000 abbonati. Esce Il Fischietto che verrà ricordato come il principale periodico satirico dell'Ottocento.
A Milano, dove il periodo successivo alle Cinque Giornate permette una relativa libertà di stampa, nascono numerosi fogli. Alcuni di essi escono fuori dal panorama tradizionale: esempio è Lo Spirito Folletto, che lancia la moda dei periodici satirico-umoristici. Carlo Tenca fonda e dirige Il Crepuscolo.
A Napoli, si distingue Mondo vecchio e mondo nuovo di Ferdinando Petruccelli della Gattina, quotidiano di orientamento radicale e progressista sorto il 27 febbraio 1848, uno dei più diffusi e apprezzati dal pubblico. A causa, però, del suo linguaggio caustico con l'accusa di fomentare ribellioni contro il re Ferdinando II, viene soppresso pochi mesi dopo la sua nascita. Il 18 marzo 1848 nasce L'Arlecchino edito da Emmanuele Melisurgo. 
A Firenze si pubblicano: La Zanzara (1849); La Frusta (1849); Il Popolano (1848-1849); L'Arte (1848-1859) a cui collabora Carlo Collodi, il Buon gusto (1851-1864); La Speranza (1851-1859); L'Etruria (1851-1852); Il Genio (23 dicembre 1852- 31 giugno 1854); Lo Scaramuccia (1853-1859); La Polimazia di famiglia (1854-1856) fondata da Celestino Bianchi; L'Eco d'Europa (1854-1856); L'Eco dei Teatri (1854-1856); L'Indicatore Teatrale (1855-1858); L'Avvisatore (1856-1859); L'Imparziale (1856-1867); Lo Spettatore (1855-59) diretto da Celestino Bianchi; Il Passatempo (1856-58); La Lanterna di Diogene (1856-59); La Lente (1856-1861) a cui collabora Carlo Lorenzini;  L'Arlecchino (1858); Il Caffè (1858); Il Carlo Goldoni 1858; Il Piovano Arlotto (1858-1862); Il Poliziano, da gennaio a giugno 1859.
Novità di questi anni è la fondazione dell'agenzia di notizie Stefani, fondata nel 1853 a Torino da Guglielmo Stefani.
A Genova nel 1860 fu fondato, su impulso di Giuseppe Mazzini, L'unità italiana. Sulla scia dell'impresa dei Mille furono fondati nello stesso anno: a Palermo L'Indipendente; a Napoli il mazziniano Il Popolo d'Italia.

## Galleria d'immagini

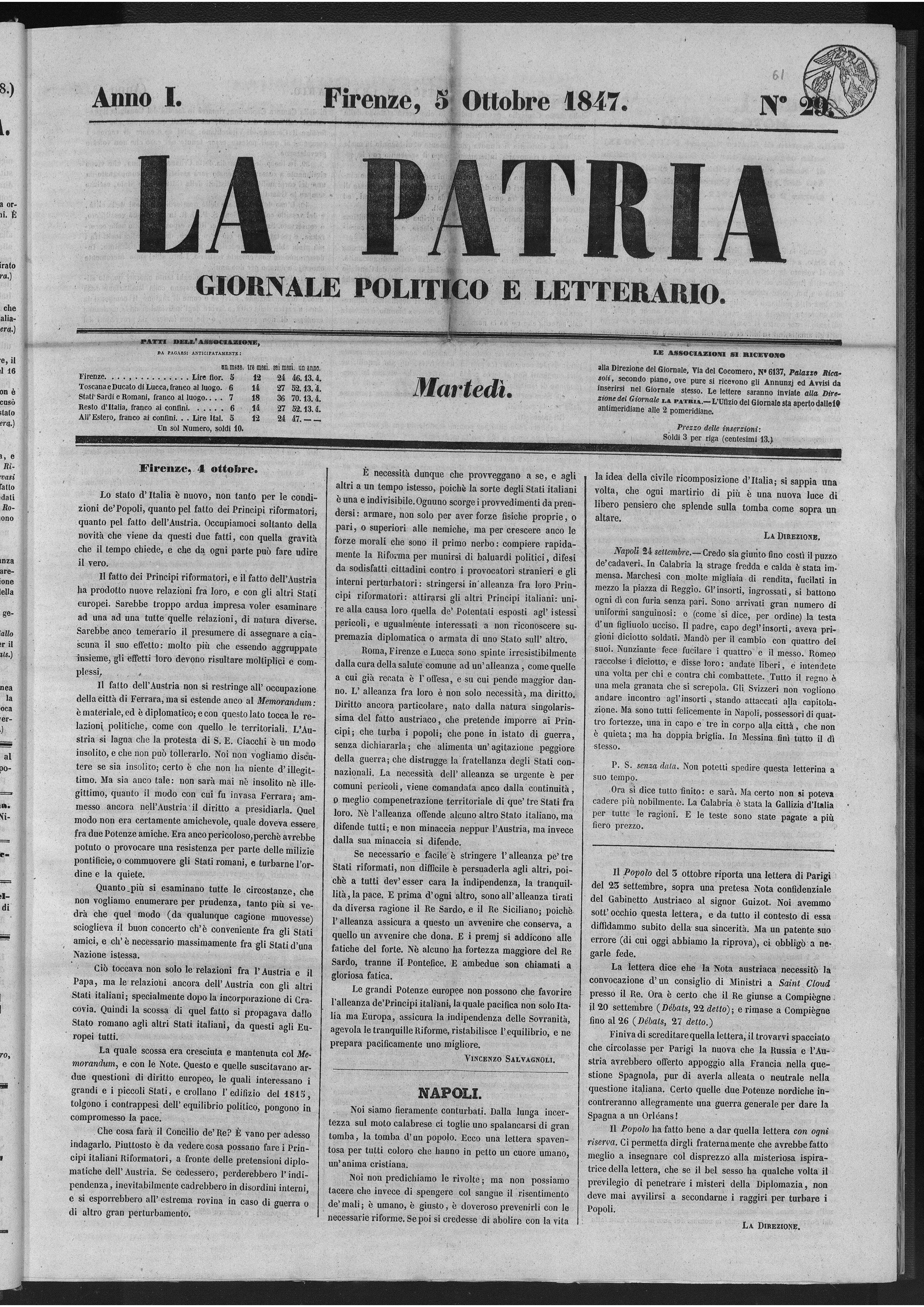
La Patria (Firenze), prima pagina del 5 ottobre 1847
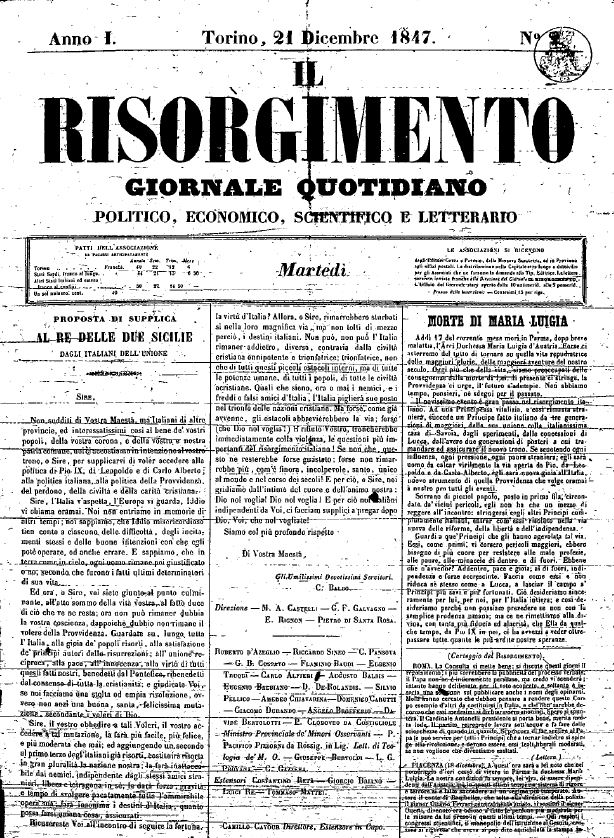
Il Risorgimento (Torino), prima pagina del 21 dicembre 1847
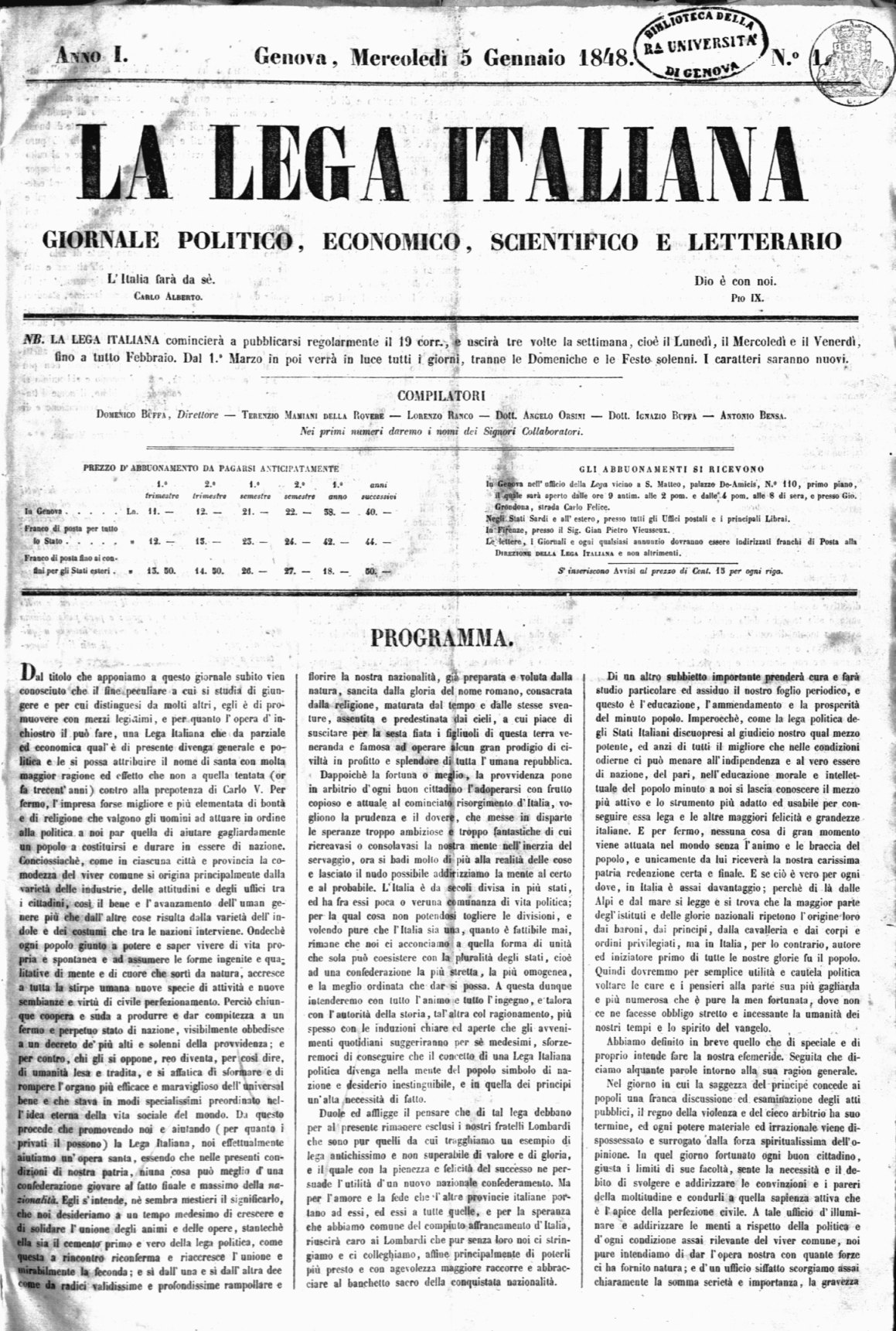
La Lega Italiana (Genova), prima pagina del 5 gennaio 1848
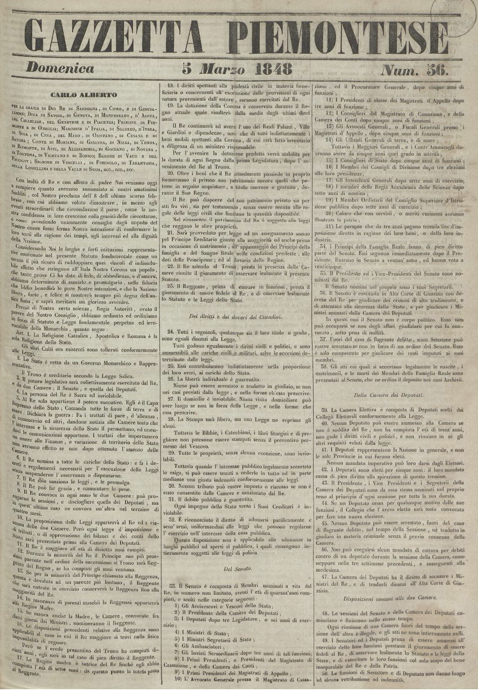
Prima pagina della Gazzetta Piemontese del 5 marzo 1848, giorno della pubblicazione dello Statuto Albertino.
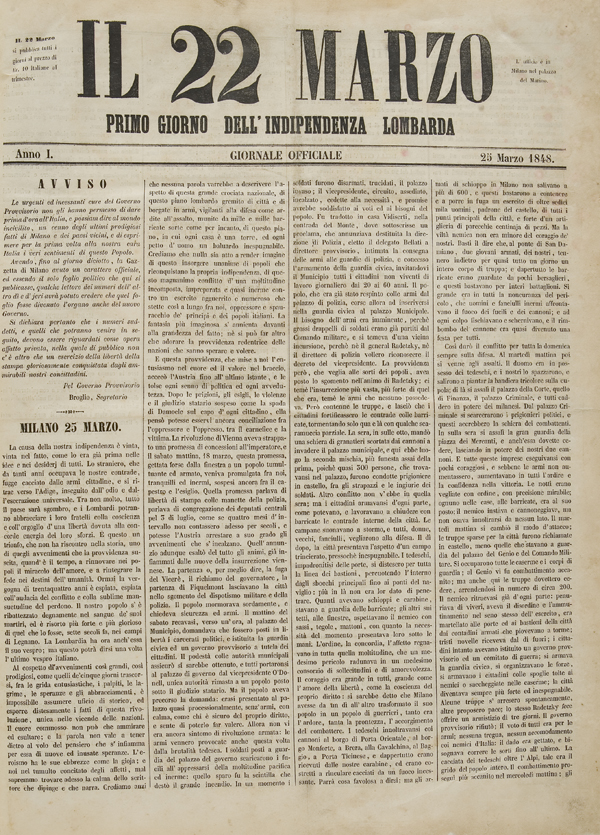
Prima pagina della testata Il 22 Marzo di Milano (25 marzo 1848)
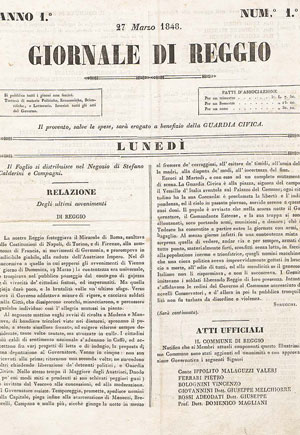
Il Giornale di Reggio (27 marzo 1848)
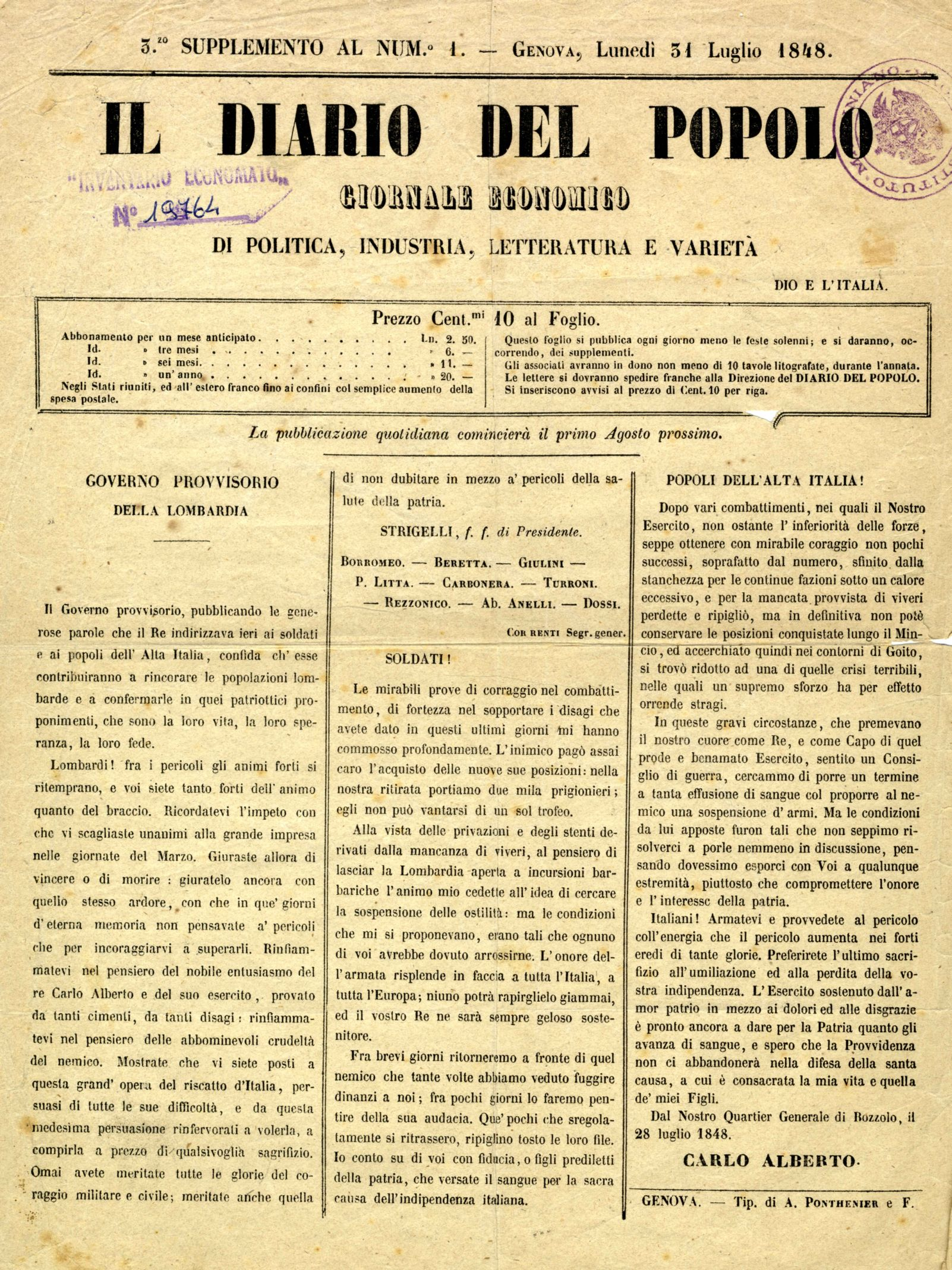
Il Diario del Popolo di Milano (31 luglio 1848)
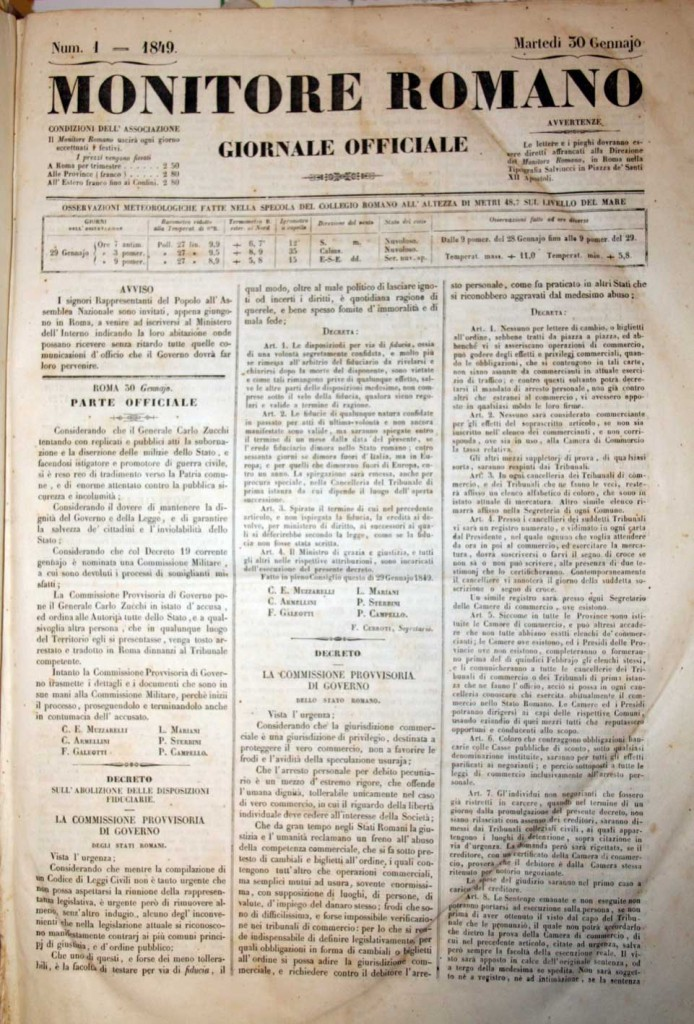
Monitore Romano (30 gennaio 1849)
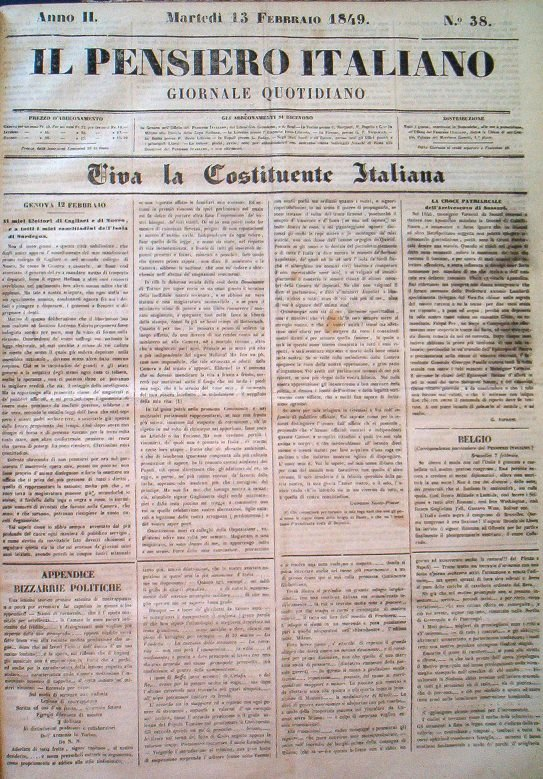
Il Pensiero Italiano di Genova (13 febbraio 1849)
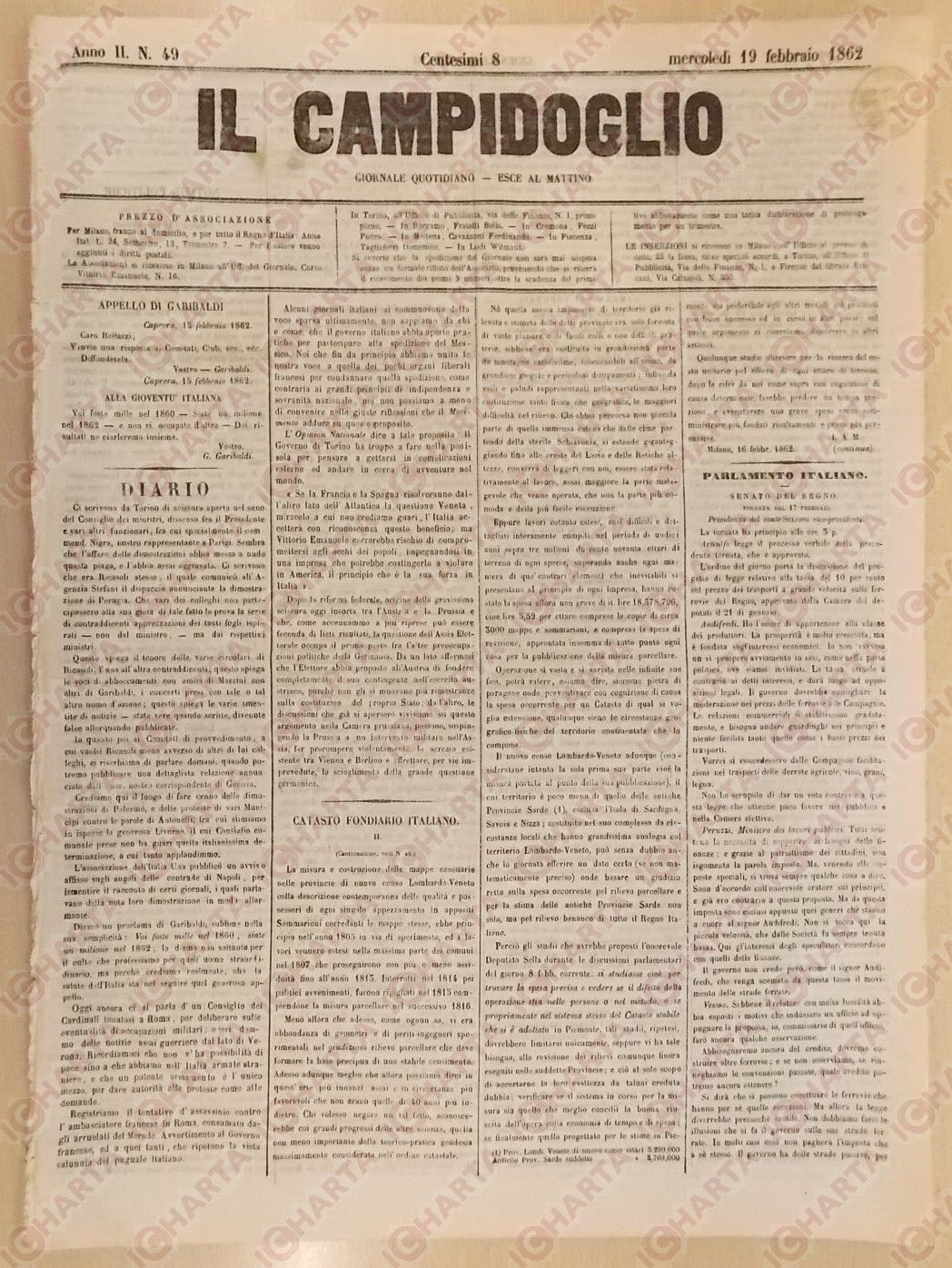
Il Campidoglio (Roma, 19 febbraio 1862)